# 飯干隆子
飯干 隆子（いいほし たかこ、1966年7月10日 - ）は、日本の女優、スタントマン、スーツアクター。熊本県で生まれ、埼玉県で育つ。本名同じ。血液型はO型。
埼玉県立上尾高等学校卒。ジャパンアクションクラブ、東映テレビ・プロダクション事業部に所属していた。

## 出演作品

### テレビドラマ
- 仮面ライダーシリーズ
  - 仮面ライダーBLACK 第27話「火を噴く危険道路」（1988年、MBS） - 若い女性
  - 仮面ライダーディケイド 第30話「ライダー大戦・序章」、第31話（最終話）「世界の破壊者」（2009年、テレビ朝日） - 声の出演
- 美少女仮面ポワトリン（1990年、CX） - アクションスタント、被害者（第51話）
- スーパー戦隊シリーズ（テレビ朝日）
  - 鳥人戦隊ジェットマン 第6話「怒れロボ!」（1991年） - 女の子
  - 恐竜戦隊ジュウレンジャー（1992年 - 1993年） - プリプリカン[5]、人々（第46話）
  - 激走戦隊カーレンジャー（1996年 - 1997年） - シグエ[6]
- 燃えろ!!ロボコン（1999年 - 2000年、テレビ朝日） - ロボゲタ[3]、ロボピー[3]、ロボガシャ[3]
- 土曜ワイド劇場 /  人類学者・岬久美子の殺人鑑定 第5作「光る白骨の美女!」（2014年、テレビ朝日）
- 日曜プライム・ドラマスペシャル / 法医学教室の事件ファイル 第46作「早紀がついに“おばあちゃん”に!?」（2019年、テレビ朝日）
- 警視庁・捜査一課長2020 第11話「オムライス美女連続殺人!? 空飛ぶアンパンの謎!!」（2020年、テレビ朝日） - 烏丸良美（植松愛）吹き替え
- はぐれ刑事三世（2020年、テレビ朝日） - 麻生美麗（今井あずさ）吹き替え

### 映画
- 仮面ライダーシリーズ（東映）
  - 劇場版 仮面ライダーディケイド オールライダー対大ショッカー（2009年）
  - 仮面ライダー×スーパー戦隊 スーパーヒーロー大戦（2012年）

### オリジナルビデオ
- 燃えろ!!ロボコンVSがんばれ!!ロボコン（1999年、東映ビデオ） - ロボゲタ、ロボピー、ロボガシャ[要出典]
- 奇説 魔界転生 呪殺女虐叫（2003年）
- 新くノ一忍法伝 禁断の恋鎖（2004年）

### 舞台
- 山直版 寛永御前試合（1998年） - 宮本伊織
- 夜叉丸忍法帖（1999年） - 胡蝶
- 浜の真砂は… 〜山直版 白浪五人男〜（2000年） - 弁天小僧菊之助
  - 浜の真砂は…'04 〜山直版 白浪五人男〜（2004年） - 弁天小僧菊之助
- 夜叉丸忍法帖2（2001年） - 沙夜
  - 夜叉丸忍法帖外伝 〜修羅と夜叉（2005年） - 沙夜
- 幕末妖剣奇譚（2001年） - 沖田総司
- 夜叉丸無頼帖（2002年） - 柳生美咲